# Paulskirche
Eine Paulskirche, Pauluskirche, St.-Paul(u)s-Kirche, Apostel-Paulus-Kirche oder St. Paul(us), bzw. -kapelle
(In anderen Sprachen:
englisch Saint Paul[’s];
französisch Saint-Paul;
italienisch San Paolo;
niederländisch Sint-Paulus;
portugiesisch São Paulo;
russisch Святого Павла;
spanisch San Pablo;
tschechisch Svatého Pavla),
ist eine Kirche, Klosterkirche bzw. Kapelle, die dem Patrozinium  des Apostels und Martyrer Paulus von Tarsus († ca. 65) unterstellt bzw. nach ihm benannt ist. Patroziniumtag ist häufig der Peter-und-Pauls-Tag, der 29. Juni. Einen weiteren Gedenktag zu Ehren der Bekehrung des Saulus feiern die Pauli-Bekehrungs-Kirchen am 25. Januar. Hauptkirche ist Sankt Paul vor den Mauern zu Rom, die Grabeskirche des Heiligen.
Die Frankfurter Paulskirche war während der Deutschen Revolution 1848/49 Sitz des ersten gesamtdeutschen Parlaments.

## Liste

### Albanien
- Pauluskathedrale (Tirana)

### Australien
- St Paul’s Cathedral Melbourne

### Belgien
- Kirche Sankt Paulus und Unsere Liebe Frau zur Rosen (Aalst)
- St. Paulus-Kirche (Antwerpen)
- Kirche St. Paul (Brügge)
- St.-Pauls-Kathedrale (Lüttich)

### China
- Pauluskirche in Macau

### Dänemark
- Sankt Pouls Kirke (Bornholm)
- St.-Pauls-Kirche (Kopenhagen)

### Deutschland
Orte A–H; I–P; Q–Z

#### A–H
- Aachen: St. Paul
- Albstadt
  - Pauluskirche im Stadtteil Tailfingen (evangelisch)
  - Pauluskirche im Stadtteil Pfeffingen (methodistisch)
- Aschaffenburg: Pauluskirche (evangelisch)
- Augsburg: St. Paul (evangelisch)
- Backnang-Maubach: Pauluskirche (evangelisch)
- Bad Kreuznach: Pauluskirche (evangelisch)
- Baddeckenstedt: St. Paulus (evangelisch)
- Badenweiler: Pauluskirche (evangelisch)
- Bergen an der Dumme: Pauluskirche (evangelisch)
- Berlin
  - St.-Pauls-Kirche im Stadtteil Gesundbrunnen (evangelisch)
  - Apostel-Paulus-Kirche im Stadtteil Hermsdorf (evangelisch)
  - Pauluskirche im Stadtteil Lichterfelde (evangelisch)
  - St. Paulus im Stadtteil Moabit (römisch-katholisch)
  - Pauluskirche im Stadtteil Neukölln (evangelisch-lutherisch)
  - Apostel-Paulus-Kirche im Stadtteil Schöneberg (evangelisch)
  - Paulus-Kirche im Stadtteil Zehlendorf (evangelisch)
- Bibra (Thüringen): St. Paulus
- Bielefeld
  - Apostel-Paulus-Kirche (griechisch-orthodox)
  - Pauluskirche (evangelisch-lutherisch)
- Bietigheim-Bissingen: Pauluskirche im Stadtteil Buch (evangelisch)
- Pauluskapelle auf der Burg Bischofstein
- Bobbin: St.-Pauli-Kirche (evangelisch)
- Bocholt: Pfarrkirche St. Paul (römisch-katholisch)
- Bochum
  - Pauluskirche (evangelisch)
  - St. Paulus im Stadtteil Querenburg (römisch-katholisch)
- Bonn: St. Paulus im Stadtteil Beuel (römisch-katholisch)
- Bonndorf: Pauluskirche (evangelisch)
- Braunschweig: St. Pauli (evangelisch-lutherisch)
- Bremen: St. Pauli (evangelisch)
- Bremerhaven: Pauluskirche
- Bruckberg (Niederbayern): St. Paul (römisch-katholisch)
- Burgwedel: St. Paulus (römisch-katholisch)
- Celle: Pauluskirche  (evangelisch)
- Chemnitz: St. Pauli (evangelisch-lutherisch)
- Colbitz: St. Paulus (evangelisch)
- Darmstadt: Pauluskirche (evangelisch)
- Dessau-Roßlau: Pauluskirche im Stadtteil Dessau (evangelisch)
- Dinkelsbühl: St.-Pauls-Kirche (evangelisch-lutherisch)
- Dortmund: Pauluskirche (evangelisch)
- Dresden
  - St.-Pauli-Kirche, Theaterruine
  - St. Paulus im Stadtteil Plauen (römisch-katholisch)
- Duisburg: Paulskirche im Stadtteil Marxloh (römisch-katholisch)
- Düsseldorf: Pauluskirche im Stadtteil Düsseltal (römisch-katholisch)
- Eppelheim: Pauluskirche (evangelisch)
- St. Paulus (Erding)
- Erfurt: ehemalige Paulskirche
- Essen: Pauluskirche (evangelisch) (kriegszerstört)
- Essen: Neue Pauluskirche (evangelisch, 2007 entwidmet, 2015 umgebaut)
- Esslingen am Neckar: Münster St. Paul (römisch-katholisch)
- Fellbach: Pauluskirche (evangelisch)
- Filsum: St.-Paulus-Kirche (evangelisch-lutherisch)
- Flögeln: St.-Pauli-Kirche (evangelisch-lutherisch)
- Frankfurt am Main: Frankfurter Paulskirche, ehemaliges Kirchengebäude, Tagungsort der Nationalversammlung von 1848
- Freiburg im Breisgau: Pauluskirche
- Fürth: St. Paul
- Gilten: St. Pauli
- Gnarrenburg: Pauluskirche
- Göttingen: St. Paulus
- Hagen in Westfalen: Pauluskirche
- Halle (Saale)
  - Hallescher Dom St. Paul Zum Heiligen Kreuz
  - Pauluskirche (evangelisch)
- Hamburg
  - St.-Pauli-Kirche im Stadtteil Altona-Altstadt (evangelisch)
  - Pauluskirche im Stadtteil Altona-Nord (evangelisch)
  - St. Paulus im Stadtteil Billstedt (römisch-katholisch)
  - Pauluskirche im Stadtteil Hamm (evangelisch)
  - St. Paulus im Stadtteil Heimfeld (evangelisch)
- Hamm in Westfalen: Pauluskirche (evangelisch)
- Hanau-Großauheim: St. Paul (römisch-katholisch)
- Hannover: Pauluskirche (evangelisch)
- Harsewinkel: St. Paulus (römisch-katholisch)
- Heidelberg: St. Paul im Stadtteil Boxberg / Emmertsgrund (römisch-katholisch)
- Heidenheim: Pauluskirche (evangelisch)
- Heilbronn: Pauluskirche (methodistisch)
- Herford: St. Paulus (römisch-katholisch)
- Hermannstein: Paulskirche (evangelisch)
- Hildesheim
  - St. Paulus, ehemalige Dominikaner-Klosterkirche
  - Pauluskirche im Stadtteil Himmelsthür (evangelisch)
- Holzminden: St. Pauli (evangelisch)
- Hückeswagen: Pauluskirche (evangelisch)

#### I–P
- Jena: Kollegienkirche (evangelisch, 1947 gesprengt)
- Kamen: Pauluskirche (evangelisch)
- Kiel: Pauluskirche (evangelisch)
- Kirchheimbolanden: Paulskirche (evangelisch-lutherisch)
- Kleinviecht: Pauli Bekehrung (römisch-katholisch)
- Köln: St. Paul (römisch-katholisch)
- Konstanz: St. Paul (römisch-katholisch, profaniert)
- Langenfeld: St. Paulus im Stadtteil Berghausen (römisch-katholisch)
- Leipzig
  - Paulinerkirche (auch St. Pauli, Universitätskirche) (evangelisch)
  - Pauluskirche im Stadtteil Grünau (evangelisch)
- Lemgo: St. Pauli (evangelisch-reformiert)
- Ludwigshafen: Pauluskirche (evangelisch)
- Lüdenscheid: St. Paulus im Stadtteil Brügge (römisch-katholisch)
- Lüneburg: Pauluskirche
- Magdeburg
  - Pauluskirche (evangelisch)
  - Deutsch-Reformierte Kirche (evangelisch-reformiert)
- Mannheim: Pauluskirche (evangelisch)
- Mengen: Pauluskirche (evangelisch)
- Mönchengladbach-Mülfort: St. Paul (römisch-katholisch)
- München
  - Stadtpfarrkirche St. Paul (römisch-katholisch)
  - St. Paulus im Stadtteil Perlach (älteste erhaltene evangelische Kirche in München)
- Münster in Westfalen: St.-Paulus-Dom (römisch-katholisch)
- Münstermaifeld: Pauluskapelle der Burg Bischofstein (römisch-katholisch)
- Nürnberg: St. Paul (evangelisch-lutherisch)
- Neunkirchen: Pauluskirche (evangelisch)
- Oberhausen: Pauluskirche
- Offenbach am Main: St. Paul (römisch-katholisch)
- Osnabrück: Kleine Kirche (römisch-katholisch)
- Ostercappeln: Pauluskirche (Ostercappeln) (evangelisch)
- Oyten: St. Paulus (römisch-katholisch)
- Passau: Stadtpfarrkirche St. Paul (römisch-katholisch)
- Plauen im Vogtland: Pauluskirche (evangelisch-lutherisch)

#### Q–Z
- Quakenbrück: St. Paulus (römisch-katholisch)
- Recklinghausen: St. Paulus im Paulusviertel (römisch-katholisch)
- Saarbrücken: St. Paulus (römisch-katholisch)
- Schüller: St. Paulus (römisch-katholisch)
- Schorndorf: Pauluskirche (evangelisch)
- Schwaan: St. Paulus (evangelisch)
- Schwerin: Paulskirche (evangelisch)
- Seehausen (Börde): St. Paul (evangelisch)
- Sehma: Pauluskirche (evangelisch-lutherisch)
- Soest: St. Pauli (evangelisch)
- Stuttgart
  - Pauluskirche in Stuttgart-West
  - Pauluskirche im Stadtteil Zuffenhausen
- Timmendorfer Strand: St. Paulus
- Treunreut: Pauluskirche
- Trier: St. Paulus in Trier
- Tübingen: St. Paulus
- Ulm: Pauluskirche (evangelisch)
- Unterlüß: St. Paulus (römisch-katholisch)
- Velbert: St. Paulus (römisch-katholisch)
- Villingen-Schwenningen:
  - Pauluskirche in Schwenningen (evangelisch)
  - Pauluskirche in Villingen (evangelisch)
- Vörden: St. Paulus Apostel (römisch-katholisch)
- Werl: Paulus-Kirche (evangelisch)
- Wiesbaden: Pauluskirche im Stadtteil Erbenheim
- Wolfsburg: Pauluskirche (evangelisch)
- Worms: Pauluskirche (römisch-katholisch), Dominikanerkloster
- Wuppertal: Pauluskirche (evangelisch)
- Zwickau: Pauluskirche (evangelisch)

### Frankreich
- St-Paul, Lembach, lutherisch
- St-Paul, Lyon, römisch-katholisch
- St-Paul-St-Louis, Paris, römisch-katholisch

ehemalige Kirchengebäude:
- St-Paul-des-Champs, Paris
- Église Saint-Paul, Straßburg (Strasbourg-Koenigshoffen), reformiert
- St-Paul, Valenciennes, römisch-katholisch

### Griechenland
- Agios Pavlos in Linopotis auf der griechischen Insel Kos

### Indien
- St. Paul’s Cathedral, Kolkata

### Irak
- Chaldäische Kirche St. Paul, Mossul

### Italien
- San Paolo (Alatri), Konkathedrale und Basilika minor
- San Paolo Maggiore (Bologna), Basilica minor
- San Paolo (Cantù), Basilica minor
- San Paolino Apostolo, Florenz
- San Paolo Maggiore (Neapel), Basilica minor
- San Paolo a Ripa d’Arno, Pisa
- San Paolo dei Greci, orthodoxe Kirche in Reggio Calabria
- San Paolo fuori le Mura, Papstbasilika in Rom
- San Paolo della Croce a Corviale, Titeldiakonie in Rom
- San Paolo alla Regola, Titeldiakonie in Rom
- San Paolo alle Tre Fontane, Titeldiakonie in Rom
- San Paolo dentro le Mura, amerikanische Kirche in Rom
- San Polo (Venedig)

### Kanada
- St. Paul’s Church Halifax, protestantisch
- ehem. Pauluskirche, Montreal, heute: Musée des maîtres et artisans du Québec
- Basilika St. Paul (Toronto), röm.-katholisch

### Malta
- Kathedrale St. Paul Mdina, römisch-katholisch
- St. Paul Rabat, römisch-katholisch
- St. Paul’s Pro-Cathedral Valletta, anglikanisch

### Neuseeland
- Wellington Cathedral of Saint Paul, anglikanisch
- Saint Paul’s Church (Omarama) in Omarama
- Old Saint Paul’s in Wellington, anglikanisch
- Saint Paul’s Church Whangaroa in Whangaroas, Kaeo, Region Northland, anglikanisch

### Niederlande
- St. Paulus-Kerk in Vaals, katholisch

### Norwegen
- Pauluskirche (Oslo)

### Österreich
Kärnten
- Stift St. Paul im Lavanttal
- Pfarrkirche Klein St. Paul
- Pfarrkirche St. Paul ob Ferndorf

Niederösterreich
- St. Paul (Krems an der Donau)

Oberösterreich
- St. Paul zu Pichling (Linz)

Salzburg:
- St. Paul (Salzburg)
- Pfarrkirche Lessach

Steiermark
- St. Paul (Graz-Liebenau)
- Pfarrkirche Kalsdorf bei Graz

Tirol
- St. Paulus (Innsbruck)
- Pfarrkirche Schlaiten

Vorarlberg
- Pauluskirche (Feldkirch), evangelisch-reformiert

Wien
- Döblinger Pfarrkirche
- Evangelische Pauluskirche Wien
- Pfarrkirche St. Paul (Per-Albin-Hansson-Siedlung Ost)

### Osttimor
- São Paulo (Lospalos)

### Polen
- Pauluskirche Breslau, evangelisch

### Russland
- Pauluskirche Wladiwostok, lutherisch

### Schweiz
- Pauluskirche Basel, reformiert
- Pauluskirche Bern, reformiert
- Pauluskirche Lupfig, römisch-katholisch
- Pauluskirche Luzern, römisch-katholisch
- Sogn Paul Rhäzüns, römisch-katholisch
- Pauluskirche Wengen, römisch-katholisch
- Pauluskirche Zürich, reformiert

### Spanien
- Sant Pau de Fontclara
- San Pablo (Obarra)
- Iglesia de San Pablo (Valladolid)

### St. Helena, Ascension und Tristan da Cunha
- St. Paul’s Cathedral (St. Helena)

### Syrien
- Kathedrale St. Paul (Damaskus)
- Pauluskapelle (Damaskus)

### Tschechien
- Apostel-Paulus-Kirche (Ústí nad Labem)
- Pauluskirche (Jihlava)

### Türkei
ehemalige Kirchengebäude:
- Pauluskirche in Tarsus, Provinz Mersin
- St.-Paulus-Kirche in Adana
- St.-Paulus-Kirche in Konya

### Ukraine
- St. Paul Odessa, lutherisch

### Vereinigtes Königreich
- St Paul’s Church (Bedford), anglikanisch
- St Paul’s Church (Birmingham), anglikanisch
- Cathedral Church of St Mary the Virgin with St Paul, anglikanisch
- St Paul’s Cathedral (Dundee), Schottland, episkopal
- St Paul’s Church (Glenrothes), Fife, Schottland
- Finnart St Paul’s Church, Greenock, presbyterianisch
- St Paul’s Church (Hamstead), anglikanisch
- St Paul’s Church (Hooton), Cheshire, anglikanisch
- St Paul’s Cathedral in der City of London, anglikanisch
- St Paul’s Church (Covent Garden) in London, anglikanisch
- St Paul’s, Deptford in London, anglikanisch
- St Paul’s Church (Milngavie), Milngavie, presbyterianisch
- St. Paul’s Cathedral (St. Helena), St. Helena, anglikanisch

### Vereinigte Staaten
nach Konfession, dann nach Alphabet des Bundesstaates, Counties und Ortes
römisch-katholisch
- Cathedral of Saint Paul in Saint Paul, Minnesota
- St. Paul’s Catholic Church (San Francisco), Kalifornien

evangelisch-lutherisch
- St. Paul’s Lutheran Church in Red Hook, New York
- Deutsche Evangelisch-Lutherische St. Pauls Kirche (Manhattan) in New York City, New York

anglikanisch-episkopal (protestantisch-episkopal, mehrere Kirchengemeinschaften)
- St. Paul’s Protestant Episcopal Church (Baltimore County, Maryland)
- St. Paul’s Protestant Episcopal Church (Somerset County, Maryland)
- St. Paul’s Protestant Episcopal Church (New York)

amerikanisch-episkopal
- St. Paul’s Chapel (Manhattan), New York City

Siehe St. Paul’s Episcopal Church
bischöflich-methodistisch
- St. Paul’s Methodist Episcopal Church (Connecticut)
- St. Paul’s Methodist Episcopal Church (Kalifornien)
- St. Paul’s Methodist Episcopal Church (Maryland)

Zuordnung unbekannt
- St. Paul’s Parish Church (Arkansas), USA
- St. Paul’s Parish Church (Massachusetts), USA
- St. Paul’s Parish Church (Maryland), USA
- Saint Paul’s Church (New York)
- Saint Paul’s Church (Virginia)

## Paulinerkirchen
Paulinerkirchen werden insbesondere bei den Dominikanern einige dem Apostel Paulus gewidmete Klosterkirchen genannt.
- Paulinerkloster (Braunschweig)
- Paulinerkirche (Leipzig)
- Paulinerkirche (Göttingen)

Auch St. Paulus (Hildesheim) wird gelegentlich Paulinerkirche genannt.

Die Kirchen des Paulinerordens hingegen sind nicht zwangsläufig dem Hl. Paul gewidmet.